# TRS-80
O TRS-80 Micro Computer System (TRS-80, posteriormente renomeado como Modelo I para distingui-lo dos sucessores) é um microcomputador de mesa lançado em 1977 e vendido pela Tandy Corporation por meio de suas lojas RadioShack. O nome é uma abreviação de Tandy Radio Shack, Z80 [microprocessador]. É um dos primeiros computadores domésticos de varejo produzidos e comercializados em massa.
O TRS-80 possui um teclado QWERTY full-stroke, o processador Zilog Z80, memória padrão DRAM (dynamic random-access memory) de 4 KB, tamanho e área de mesa pequenos, interpretador de linguagem BASIC de nível I de ponto flutuante na memória somente de leitura (ROM), monitor de vídeo de 64 caracteres por linha e preço inicial de US$ 600 (equivalente a US$ 2 900 em 2022). Uma unidade de fita cassete para armazenamento de programas foi incluída na embalagem original.

Embora o ambiente de software fosse estável, o processo de carregar/salvar o cassete combinado com problemas de oscilação do teclado e uma interface de expansão problemática contribuíram para a reputação do Modelo I de não ser adequado para uso sério. Faltava suporte para caracteres minúsculos, o que também dificultava a adoção comercial.

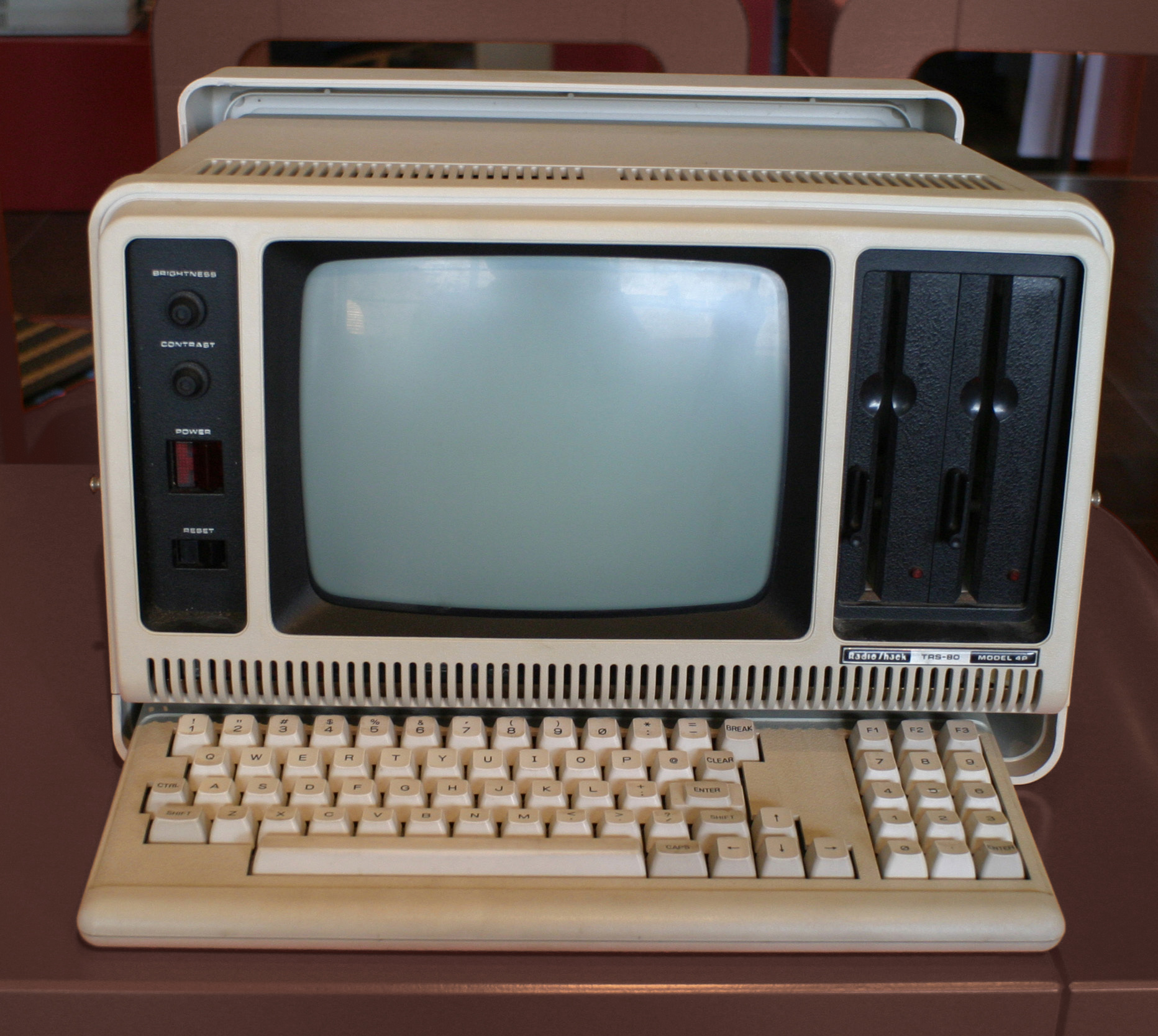
TRS-80 Model 4P

Uma extensa linha de atualizações e periféricos de hardware adicionais para o TRS-80 foi desenvolvida e comercializada pela Tandy/Radio Shack. O sistema básico pode ser expandido com até 48 KB de RAM (em incrementos de 16 KB) e até quatro unidades de disquete e/ou unidades de disco rígido. A Tandy/Radio Shack forneceu suporte de serviço completo, incluindo atualização, reparo e serviços de treinamento em suas milhares de lojas em todo o mundo.
Em 1979, o TRS-80 tinha a maior seleção de software no mercado de microcomputadores. Até 1982, o TRS-80 era a linha de PC mais vendida, superando a série Apple II por um fator de cinco, de acordo com uma análise.
Em meados de 1980, o amplamente compatível TRS-80 Modelo III foi lançado. O Modelo I foi descontinuado logo em seguida, principalmente devido aos regulamentos mais rígidos da Federal Communications Commission (FCC) sobre interferência de radiofrequência em dispositivos eletrônicos próximos. Em abril de 1983, o Modelo III foi sucedido pelo compatível TRS-80 Modelo 4.
Seguindo o Modelo I original e seus descendentes compatíveis, o nome TRS-80 tornou-se uma marca genérica usada em outras linhas de computadores não relacionadas vendidas pela Tandy, incluindo o TRS-80 Modelo II, TRS-80 Modelo 2000, TRS-80 Modelo 100, TRS-80 Color Computer e TRS-80 Pocket Computer.